# Dinosaur Game
Dinosaur Game, также известная как T-Rex Game или Dino Runner, кодовое название — Project Bolan — встроенная браузерная игра в браузере Google Chrome. Игра была создана Себастьяном Габриэлем в 2014 году. Чтобы получить к ней доступ, нужно нажать на клавишу «Пробел» на клавиатуре в автономном режиме Google Chrome или ввести в URL строку: chrome://dino или chrome://network-error/-106.

## Геймплей

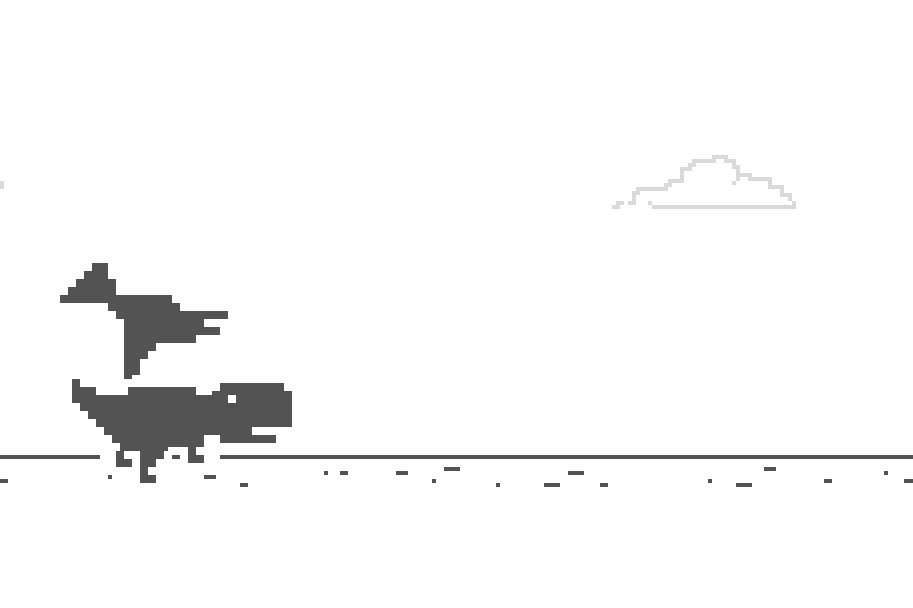
Игрок пригибается перед птеродактилем с помощью клавиши

Когда пользователь находится в автономном режиме, то сообщение уведомляет пользователя о том, что он не подключён к интернету. Вверху изображён «Одинокий Тираннозавр», созданный Себастьяном Габриэлем. Нажатие на динозавра (на Android или iOS) или нажатие на клавиши пробел или ↑ запускает игру.
Игрок управляет бегущим динозавром, касаясь экрана (в мобильной версии) или нажимая на ↑ и ↓, избегая препятствий — кактусы и птеродактилей. Нажатие ↑ (прыжок) позволяет перепрыгнуть кактусы, а при нажатии ↓ персонаж пригибается, тем самым уворачиваясь от летящих птеродактилей. Игра заканчивается после 17 миллионов лет игрового времени.
В правом верхнем углу экрана есть счётчик очков, количество которых растёт в ходе игры. Чем дольше игрок играет, тем быстрее и сложнее становится игра. Если в браузере выбрана светлая тема, то при достижении 700 очков игра переключается с белой графики (дня) на чёрную (ночь), и наоборот, если установлена тёмная тема. При достижении 900 очков игра снова переключается и так далее.
При столкновении с кактусом или птеродактилем игра заканчивается и экран останавливается, в середине экрана появляется монохромный логотип Google Chrome, превращающийся в кнопку для перезапуска игры. При этом у динозавра выпучены глаза.

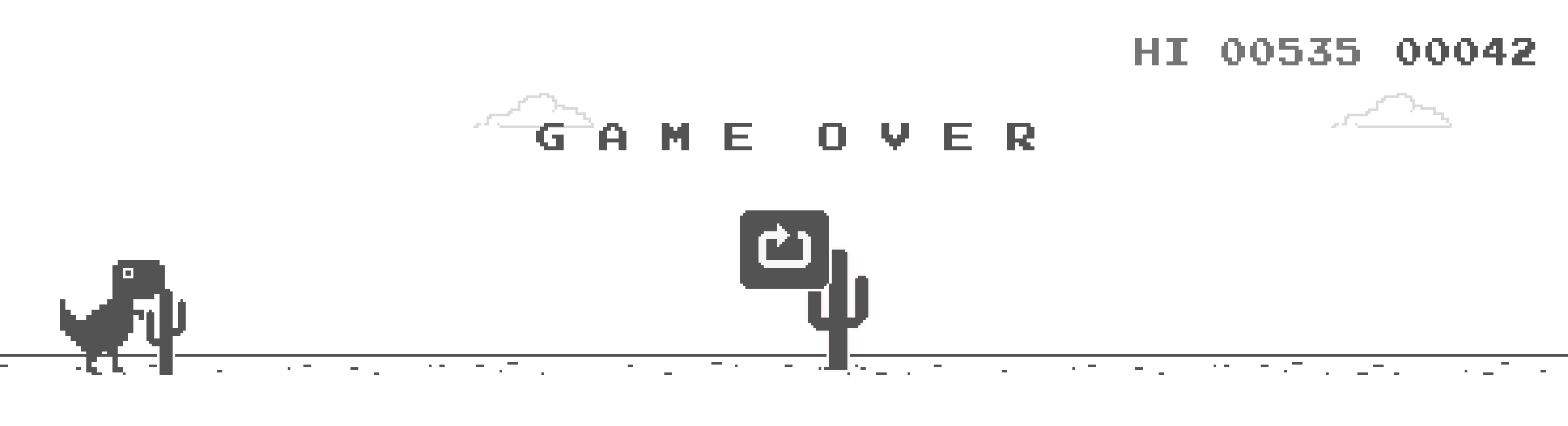
Конец игры и кнопка перезапуска

Если администратор компьютера отключит игру[уточнить], игрок получит сообщение об ошибке при попытке начать игру. В сообщении будет изображение метеора, летящего на динозавра.

Главная цель игры - перепрыгивать через кактусы

## История и развитие
Во время разработки игры она носила кодовое название «Project Bolan», которое дали в честь солиста группы 1970-х годов T. Rex Марка Болана. Игра была выпущена в сентябре 2014 года, но не работала на старых устройствах. Код игры был переписан и переиздан в декабре 2014 года. В 2018 году игра отметила свой четвёртый день рождения с тематическим оформлением.
К 10-летию Google Chrome в игру было добавлено пасхальное яйцо. В течение сентября 2018 года в пустыне (по которой бежит динозавр) мог появиться именинный торт. Когда динозавр его съедал, на его голове появлялась праздничная шляпа. В ноябре 2018 года Google представила функцию сохранения результатов игроков. Код игры доступен на сайте Chromium.
Dinosaur Game получила широкое признание. Создатели сообщили, что ежемесячно в игру играют 270 миллионов игроков.

## Dino Swords
В августе 2020 года MSCHF и 100 Thieves объединились для создания модифицированной версии игры под названием Dino Swords. В Dino Swords есть небольшой арсенал оружия и замедляющие время пилюли. При неправильном обращении с оружием оно может дать обратный эффект, навредив динозавру.